# Valloni di Rio Bianco e di Malborghetto
Valloni di Rio Bianco e di Malborghetto este o arie protejată (arie specială de conservare — SAC, sit de importanță comunitară — SCI) din Italia întinsă pe o suprafață de 4.662 ha, integral pe uscat.

## Localizare
Centrul sitului Valloni di Rio Bianco e di Malborghetto este situat la coordonatele 46°32′23″N 13°24′44″E / 46.5397°N 13.4122°E.

## Înființare
Situl Valloni di Rio Bianco e di Malborghetto a fost declarat sit de importanță comunitară în septembrie 1995 pentru a proteja 3 specii de plante și 23 de specii de animale. Situl a fost protejat și ca arie specială de conservare în octombrie 2013.

## Biodiversitate
Situată în ecoregiunea alpină, aria protejată conține 17 habitate naturale: Grohotișuri calcaroase și de șisturi calcaroase de la nivelul montan până la nivelul alpin (Thlaspietea rotundifolii), Păduri aluvionare cu Alnus glutinosa și Fraxinus excelsior (Alno-Padion, Alnion incanae, Salicion albae), Pajiști alpine și boreale, Grohotișuri silicioase de la nivelul montan până la nivelul zăpezii (Androsacetalia alpinae și Galeopsietalia ladani), Tufărișuri cu Pinus mugo și Rhododendron hirsutum (Mugo-Rhododendretum hirsuti), Peșteri inaccesibile publicului, Pante stâncoase calcaroase cu vegetație casmofită, Pante stâncoase silicioase cu vegetație casmofită, Râuri de munte și vegetația erbacee de pe malurile acestora, Păduri ilirice de Fagus sylvatica (Aremonio-Fagion), Păduri acidofile de Picea de la nivel montan la nivel alpin (Vaccinio-Piceetea), Pajiști alpine și subalpine calcaroase, Râuri de munte și vegetația lor lemnoasă cu Salix elaeagnos, Păduri alpine de Larix decidua și/sau Pinus cembra, Formațiuni ierboase bogate în specii de Nardus, dezvoltate pe substraturi silicioase în zone montane (și în zone submontane, în Europa continentală), Fânețe de joasă altitudine (Alopecurus pratensis, Sanguisorba officinalis), Păduri de pin (sub-) mediteraneene cu pini negri endemici.
La baza desemnării sitului se află mai multe specii protejate:
- plante (3): Buxbaumia viridis, Campanula zoysii, mușchi (Dicranum viride)
- păsări (16): minunița (Aegolius funereus), acvilă de munte (Aquila chrysaetos), cocoșul de mesteacăn (Bonasa bonasia), buha (Bubo bubo), șerpar (Circaetus gallicus), ciocănitoare neagră (Dryocopus martius), șoim călător (Falco peregrinus), ciuvică (Glaucidium passerinum), vulturul pleșuv sur (Gyps fulvus), Lagopus muta helvetica, sfrâncioc roșiatic (Lanius collurio), Lyrurus tetrix tetrix, viespar (Pernis apivorus), ciocănitoare de munte (Picoides tridactylus), ciocănitoare verzuie (Picus canus),  cocoș de munte (Tetrao urogallus)
- amfibieni (1): izvoraș-cu-burta-galbenă (Bombina variegata)
- mamifere (4): liliac cârn (Barbastella barbastellus), râs eurasiatic (Lynx lynx), liliac cărămiziu (Myotis emarginatus), urs brun (Ursus arctos)
- nevertebrate (1): Austropotamobius pallipes
- pești (1): zglăvoacă (Cottus gobio)

Pe lângă speciile protejate, pe teritoriul sitului au mai fost identificate 6 specii de plante, 4 specii de amfibieni, 9 specii de mamifere, 2 specii de nevertebrate, 1 specie de pești, 4 specii de reptile.